# Mama Fatima Singhateh
Mama Fatima Singhateh est une magistrate et femme politique gambienne. Elle est juge à la Haute Cour puis à la cour d'appel de Gambie de 2009 à 2013 et ministre de la Justice de 2013 à 2014 puis de 2015 à 2017. Depuis 2020, elle est rapporteur spéciale des Nations unies sur la vente et l'exploitation sexuelle des enfants.

## Biographie
Mama Fatima Singhateh effectue ses études primaires et secondaires à Banjul, en Gambie. Elle est diplômée de l'université de Hull, au Royaume-Uni, en 1997, puis obtient une maîtrise en droit des affaires internationales en 1998. Entre 1998 et 1999, elle suit le cours professionnel du barreau à l'université du pays de Galles, devenant ensuite avocate.
Elle occupe plusieurs fonctions au sein du cabinet du procureur général de la Gambie : procureure de la République en 2002, conseillère principale de la République et rédactrice principale. Entre 2007 et 2009, elle travaille dans le secteur privé, dirigeant le service juridique d'une banque internationale.
En août 2009, sur recommandation de la commission des services judiciaires, Mama Fatima Singhateh est nommée juge à la Haute Cour par le président de la République Yahya Jammeh. En 2012, elle devient membre de la cour d'appel de Gambie, où elle siège jusqu'à sa nomination ministérielle l'année suivante. Dans ses fonctions, elle a coordonné le projet du PNUD dans le secteur de la justice.

Mama Fatima Singhateh, alors ministre, en visite officielle au Rwanda, en 2015.

En août 2013, Mama Fatima Singhateh est nommée procureure générale et ministre de la Justice. Elle lance plusieurs chantiers, comme la réhabilitation des locaux du ministère et la création du guichet unique des entreprises. En 2015, son ministère défend des amendements à la loi sur les délits sexuels, interdisant la pratique des mutilations génitales féminines en Gambie. Un an plus tard, elle soutient au Parlement les initiatives lancées pour interdire les mariages d'enfants dans le pays,.
Elle est relevée de ses fonctions de ministre de la Justice en août 2014. En janvier 2015, elle redevient ministre de la Justice, fonction qu'elle occupe jusqu'en janvier 2017,.
En mars 2020, le Conseil des droits de l'homme des Nations unies nomme Mama Fatima Singhateh rapporteur spéciale des Nations unies sur la vente et l'exploitation sexuelle des enfants, en remplacement de Maud de Boer-Buquicchio (en), qui occupait ce poste depuis mai 2014,,. En décembre 2022, elle se rend à ce titre aux Philippines, où elle alerte dans son prérapport « sur le manque de juridiction spécialisée, de données précises, de détections des cas d'OSEC, de coopération nationale et internationale ainsi que de structures d’accueil et de soins pour les petites victimes » relève Le Monde.